# Mordechai Sheinkman
Mordechai Sheinkman (* 30. Mai 1926 in Tel Aviv) ist ein israelischer Komponist.

## Leben und Werk
Mordechai Sheinkman studierte zunächst in seiner Heimatstadt Tel Aviv bei David Shor. Er setzte seine Studien in New York bei Kyriena Ziloti und ab 1951 in Berlin bei Boris Blacher und in Detmold bei Wolfgang Fortner fort.
Mordechai Sheinkman wirkte lange Zeit als Dirigent und Klavierbegleiter in New York.
Er schrieb unter anderem Passi für Orchester, das Klavierkonzert op. 3 (1955), eine Serenade für Streicher, ein Bläserquintett, ein Streichquartett, das Divertimento für Klarinette, Trompete, Posaune und Harfe, die Suite für Klarinette, Trompete, Posaune und Harfe, eine Violinsonate (1953), das Divertimento für zwei Klaviere, Klavierstücke und Sololieder („Brandung“, 1952; „Fünf Lieder nach Gedichten von Johanna Zollikofer“, 1960).